# 21431 Амберхесс
21431 Амберхесс (1998 FR113, 1978 WL5, 21431 Amberhess) — астероїд головного поясу, відкритий 31 березня 1998 року.
Тіссеранів параметр щодо Юпітера — 3,549.